# Cryphia eberti
Cryphia eberti är en fjärilsart som beskrevs av Charles Boursin 1961. Cryphia eberti ingår i släktet Cryphia och familjen nattflyn. Inga underarter finns listade i Catalogue of Life.